# 小行星2224
小行星2224（2224 Tucson）是一颗围绕太阳公转的小行星。1960年9月24日，C. J. 万·豪敦、I. 万·豪敦-格勒内费尔德、T. 赫雷爾斯在帕洛马山发现了此天体。
該小行星以美國亞利桑那州的城市图森命名。
这颗小行星的绝对星等为244.0606359030947等。